# 國民營養健康狀況變遷調查
國民营养健康状况变迁调查為監測台灣各地區、各生命期國民的營養狀態已及相關健康狀況之變遷，所進行的大型調查研究。
由於台灣族群文化與地理的多元性，國民營養健康狀況調查皆採分層抽樣方式，目的為收集足夠具代表性的資料以反應偏遠(離島、山區、東部)與各年齡族群之營養與健康狀態。國民營養健康狀況調查為目前可供探討台灣民眾營養狀態最主要的資料來源，提供政策分析與評估的重要指標資訊。調查結果中的流行病學數據亦常見於新聞報導中所引述。
自2021年起，計畫名稱改名為「國民營養健康調查」。
全國性調查之目的為真實反映台灣人飲食營養狀態，以作為政府政策研擬之參考，利用科學化之複雜抽樣方法抽樣調查民眾與家戶，數據之全面性有賴中選民眾積極參與。

## 沿革
中華民國行政院衛生署（現衛生福利部）從1981年起，委辦第一次國民營養調查。歷經第二次國民營養調查(1986)，第一次國民營養健康狀況調查（1993-1996）、第二次國民營養健康狀況調查（老人國民營養健康狀況調查(1999)、國小學童國民營養健康狀況調查(2000)）、第三次國民營養健康狀況調查（2004-2008）、以及在2010年與2011年分別針對國中與高中生進行的營養調查。自2013年起，為每年持續進行的調查。
英文名稱為Nutrition and Health Survey in Taiwan (NAHSIT)的國民營養健康調查，在中央政府的支持下，已正式發展為每年持續進行的營養監測體系，由中央研究院執行。

## 調查內容

### 飲食評估調查
在1980年代的國民營養調查，利用食物盤存法進行家戶與個人飲食評估。1990年代之後的國民營養健康狀況變遷調查，開始利用24小時飲食回憶法進行個人飲食評估。
飲食評估調查可反映民眾的營養或食物攝取狀態。例如，台灣民眾鈣質攝取不達建議量。

### 營養狀態評估

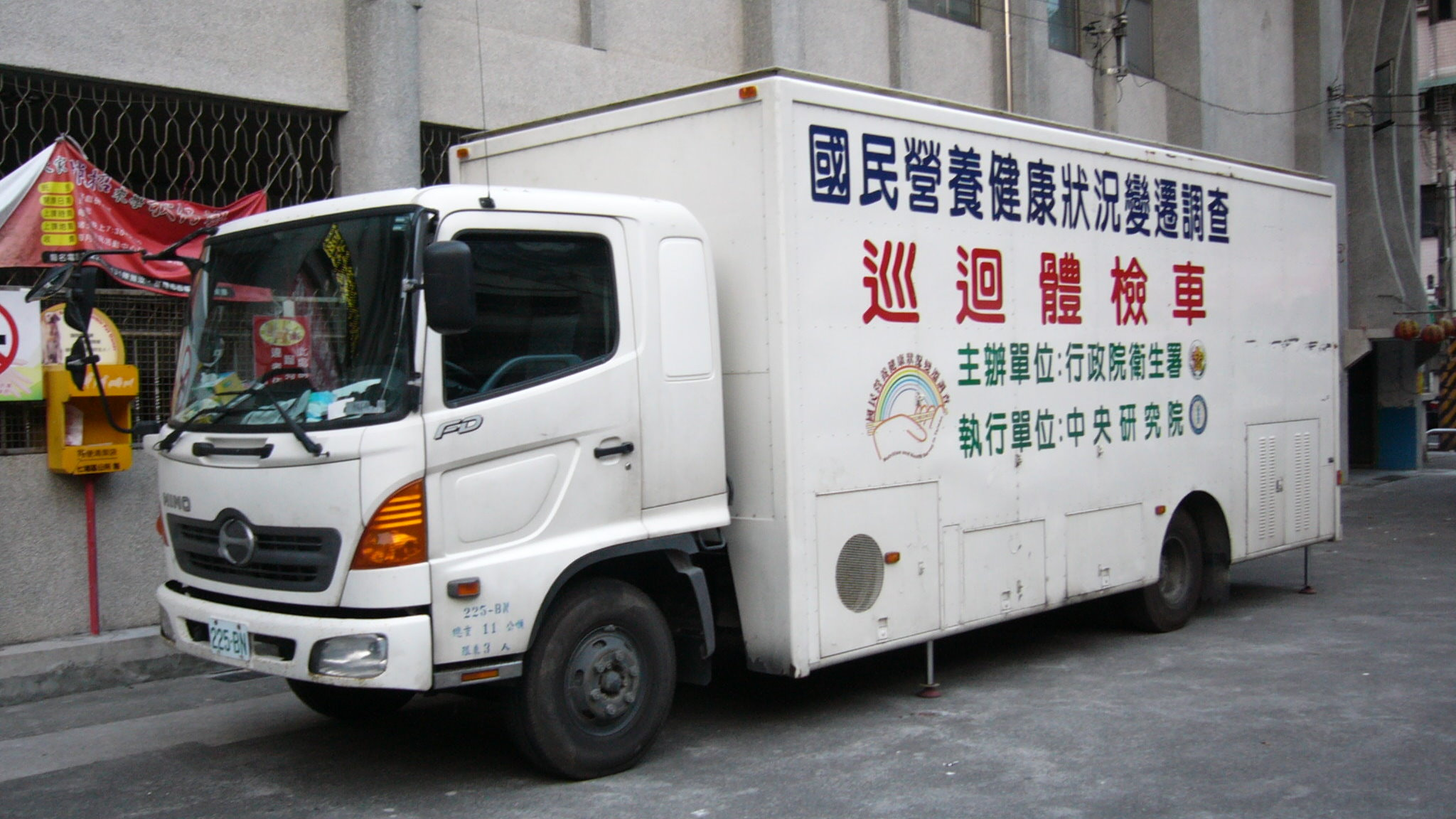
國民營養健康狀況變遷調查進行體組成X光檢查的巡迴體檢車。攝於2013年。

體位測量則反映個人整體營養狀態。早期營養調查測量身高、體重、腰圍、臀圍、皮下脂肪厚度等指標。2005年之後，加入雙能量X光吸收儀，用以更精密測量體組成(體脂肪、骨質、肌肉等)。
血液與尿液等檢體中的生化指標，可反映個人或群體的營養狀態。例如，台灣民眾碘攝取不足的現象。
2005年的調查開始，引入雙能X光吸光測定法(DXA)進行體組成檢查。

### 營養知識態度、飲食與健康行為
營養狀態受到個人飲食行為所影響，而飲食行為反映個人飲食與營養知識與態度。因此國民營養健康狀況變遷調查亦在每波中評估民眾的營養相關知識、健康態度、與飲食行為。

### 飲食環境
已有學者利用地理資訊系統分析國民營養健康狀況變遷調查受訪者周邊之食物店家分佈，並藉此探討飲食環境與受訪者健康狀態之關聯性。

### 其他健康指標
包括代謝症候群相關指標(血糖、血壓、血脂)、血液學指標(全血細胞記數)等。

## 調查結果
以往調查結果皆在調查結束之後發佈。衛生福利部食品藥物管理署網站刊登過去的調查方法與結果報告。近期調查則刊登於國民健康署網站。
有幾次調查的結果已於亞太臨床營養學期刊(Asian Pacific Journal of Clinical Nutrition)，以特刊方式刊登。除此之外，豐富的資料也提供醫療衛生界不同領域的專家進行實證探討，探討台灣的營養健康問題。中英文論著產出豐富，散見碩博士論文與西文論文資料庫。新聞報章亦廣見引用。